# الخط الأخضر (الكويت)
الخط الأخضر هي أول جماعة خضراء في إقليم الخليج العربي، لها نفس أهداف الجماعات الخضراء[ ؟ ] في جميع أنحاء العالم[ ؟ ]، حيث تعتبر نموذجاً للعمل البيئي النشط والحيوي ووسيلة من وسائل نشر الوعي البيئي ومواجهة أية تعديات تتعرض لها البيئة. تتمتع الخط الأخضر[ ؟ ] بالاستقلالية الكاملة وحرية التحرك البيئي بكافة أشكاله في المجتمع ولا تخضع لأية ضغوط من أية جهة وتعتبر خلق قوة سياسية واجتماعية ضاغطة تهتم بالبيئة هدفاً من أهدافها، وتعتمد على الدعم المقدم من محبي البيئة في تغطية تكاليف نشاطاتها. وتضم الشبكة في عضويتها حالياً الكويت، السعودية، العراق، البحرين، قطر، الإمارات وعمان.

## التأسيس
أسس النواة الأولى للخط الأخضر الصحفي خالد الهاجري سعياً لإنقاذ المجتمع من التلوث الذي بدأ يفتك به، ورغم الصعوبات والعراقيل التي واجهته لتعطيل نشاطه البيئي, كفصله من وظيفته ومصدر رزقه الوحيد ورفع القضايا والدعاوى ضده، إلا أن الإصرار على إنقاذ المجتمع بكافة أفراده من التلوث والرغبة في حماية البيئة كانت تهون عليه الصعوبات والعراقيل التي تواجهه وقد استطاع أن يقود أول تجمع بيئي سياسي في تاريخ الشرق الأوسط وذلك عبر تجمع نفوق الأسماك الذي دعا لإقامته أمام البرلمان الكويتي أثر كارثة نفوق الأسماك في سبتمبر 2001م للتعبير عن الرفض الكامل لأساليب معالجة الكارثة ولخلق ضغط سياسي على النواب للتوقيع على عقد جلسة طارئة لبحث أسباب تلك الكارثة ونجحت الخط الأخضر[ ؟ ] في ذلك.
كما تملك الخط الأخضر هيئة استشارية علمية متخصصة في الشؤون البيئية، مجمل أعضائها من الكفاءات البيئية الكويتية ذات الباع الطويل في خدمة البيئة والتي لا تقل خبرتهم عن خمسة وعشرون عاماً في المجال البيئي. وترتبط الخط الأخضر بعلاقات متميزة ووثيقة مع العديد من الجهات البيئية على جميع المستويات المحلية الإقليمية والعالمية، وتشارك في مختلف الفعاليات البيئية الدولية.

## الأهداف
من الأهداف الرئيسية للخط الأخضر إنقاذ المجتمع من التلوث الذي يحاصره واستقطاب شباب وشابات المجتمع للاهتمام بالبيئة من أجل خلق رأي بيئي ضاغط يساعد في صنع قرارات تحمي البيئة والمجتمع كما تعمل الخط الأخضر على دمج المجتمع في الساحة البيئية وجعله على اطلاع كامل بالوضع البيئي حوله وتعمل الخط الأخضر على الدعوة للمشاركة الجماعية وتكامل الجهود الذاتية لمجابهة أخطار التلوث الذي بداء يدمر صحة المجتمع. الخط الأخضر تشمل كافة أفراد المجتمع المحبين للبيئة والراغبين في منع التلوث الذي بداء ينشر الأمراض السرطانية والصدرية بين الأسر والأطفال.

## الهيئة الاستشارية
تستمد جماعة الخط الأخضر البيئية أسس عملها البيئي العلمي والمختص من هيئة استشارية علمية متخصصة في الشؤون البيئية، مجمل أعضائها من الكفاءات البيئية الكويتية، ذات الباع الطويل في خدمة البيئة. كما ترتبط جماعة الخط الأخضر البيئية بعلاقات متميزة ووثيقة مع العديد من الجهات البيئية على جميع المستويات المحلية، والإقليمية والعالمية، وتشارك في مختلف الفعاليات البيئية المحلية والدولية.

## مركز القانون البيئي
هو أول مركز متخصص في شؤون القانون البيئي يتأسس تحت مظلة إحدى مؤسسات المجتمع المدني البيئية العربية وهي جماعة الخط الأخضر البيئية الكويتية، ويأتي تأسيس هذا المركز في سبيل سد العجز الذي تعاني منه الساحة البيئية العربية في مجال الحماية القانونية للبيئة، وتعزيز الثقافة القانونية البيئية لدى شتى شرائح المجتمع لجعلهم على علم كامل بالأوجه القانونية لحماية البيئة وخلق نوع من التفاعل الإيجابي يعزز دور الفرد كعنصر فعال ومساهم رئيسي في توجيه انتباه صناع القرار بأهمية إصدار تشريعات بيئية متكاملة تكفل الحماية القانونية لأفراد المجتمع من مخاطر التلوث وتصون وتحافظ على حقوق الإنسان البيئية وتضمن سلامة البيئة بشكلها الطبيعي.

## المركز البيئي للشؤون الاقتصادية
هو المركز الأول من نوعه في الشرق الأوسط الذي تشرف عليه مؤسسة مجتمع مدني بيئية عربية (جماعة الخط الأخضر البيئية الكويتية) والذي يرتبط بالعديد من المنظمات الدولية المتخصصة، ويعمل المركز على ضمان نشر الوعي بأهمية العلاقة الوثيقة بين الاقتصاد بعملياته المختلفة والبيئية كركيزة أساسية تعتمد عليها جميع مقومات الاقتصاد الناجح.ويسعى لتذليل الصعوبات والعقبات البيئية التي تعوق النمو الاقتصادي عبر تعزيز مفهوم الاقتصاد البيئي لدى القطاع الخاص.

## مركز المعلومات البيئية
ينفرد مركز المعلومات بجماعة الخط الأخضر البيئية بأنه أول مركز معلومات بيئية متكامل ينطلق تحت مظلة إحدى مؤسسات المجتمع المدني البيئية العربية. وينقسم المركز إلى خمس وحدات بيئية هي:
وحدة الدراسات والأبحاث.
وحدة الأرصاد والتغير المناخي.
وحدة الترجمة.
وحدة التوثيق والأرشفة.
وحدة التدريب.

## مركز الإعلام البيئي
يعتبر الإعلام النافذة التي يطل منها المجتمع على الأحداث المتنوعة والمتطورة التي تحيط به وتعتبر المشاكل البيئية إحدى أهم المشاكل التي لم يستطع الإعلام العربي أن يعالجها بالشكل المناسب الذي يجعل المسؤولين وصناع القرار يضعونها ضمن أولوياتهم كما لم يستطع أن يرتقى بمستوى الوعي البيئي لدى أفراد المجتمع، من هنا رأت جماعة الخط الأخضر البيئية أن تقوم بتأسيس مركز للإعلام البيئي يساهم في تطوير النظرة الإعلامية العربية للقضايا والمشاكل البيئية، وينقسم مركز الإعلام البيئي إلى:
- مجلة الخط الأخضر البيئية.
- موقع جماعة الخط الأخضر البيئية الإلكتروني.
- وحدة الأنشطة والفعاليات.

## شبكة الخط الأخضر البيئية
شبكة الخط الأخضر البيئية هي شبكة تضم في عضويتها مجموعة من أعضاء جماعة الخط الأخضر البيئية من مختلف الدول، وتعمل الشبكة على تعزيز الوعي البيئي لدى أفراد المجتمع وجعل القضايا البيئية ضمن أولويات المسؤولين والسعي الجاد نحو إيجاد الحلول للمشاكل البيئية التي يعاني منها المجتمع.كما تسعى إلى إيجاد آلية تنسيق مع منظمات المجتمع المدني التي من ضمن أهدافها قضايا حماية البيئة.

## القضايا
بعض القضايا التي واجهتها الخط الأخضر:
| - التلوث الناتج عن مرادم النفايات. - التلوث الناتج عن مداخن المطاعــم. - التلوث الإشعاعـي والكهرومغناطيســي. - التلوث الناتج عن حروب الخليج المختلفة. - التلوث والأضرار الناتجة عن مادة الاسبستوس. - التلوث النفطي الناتج عن منشأة شركة البترول الوطنيــة. - التلوث النفطي الناتج عن شركة صناعـة الكيماويات البترولية. | - حقوق الإنسان البيئية. - نفــوق الأسمـاك. - تلوث البيئة الهوائيـة. - تلوث البيئة البحريـة. - التلوث النفطي الناتج عن مؤسسة البترول الكويتية. - التلوث النفطي الناتج عن منشأة شركــة نفط الكويت. |

## وصلات خارجية
- مقاطع فيديو بيئية من اعداد الخط الأخضر الموقع الرسمي.